# カオコー・ギャラクシー
カオコー・ギャラクシー（Khaokor Galaxy、1959年5月15日 - ）は、タイ出身の元プロボクサー。本名はヴィロテ・セーンカム（Virote Saenkham）。元WBA世界バンタム級王者。
双子の弟はWBA世界スーパーフライ級王座を19度防衛したタイの国民的英雄であるカオサイ・ギャラクシーで、世界初の双子それぞれでの世界王座を獲得した。

## 来歴
1985年10月9日、プロデビュー（3回KO勝ち）。
1986年7月9日、8戦目でタイ国バンタム級王座獲得。
1988年5月9日、18戦目で無敗のまま世界初挑戦。WBA世界バンタム級王者ウィルフレド・バスケス（プエルトリコ）に挑み、12回判定勝ち。双子の弟であるカオサイが1階級下のWBA世界スーパーフライ級王者を獲得している状態であり、史上初の双子世界王者となった。
1988年8月14日、初防衛戦。敵地で文成吉（韓国）と対戦し、6回負傷判定負け。3ヵ月あまりで世界王座を手放す。
1989年7月9日、雪辱・王座返り咲きを懸け、文と再戦。12回判定勝ちを収め王座返り咲きに成功。
1989年10月18日、初防衛戦。ルイシト・エスピノサ（フィリピン）と対戦し、初回KO負け。王座防衛に失敗し、この試合を最後に引退した。